# Hubertus Lamey
Pour les articles homonymes, voir Lamey.
Hubertus Lamey (30 octobre 1896 à Mannheim - 7 avril 1981 à Augsbourg) est un generalmajor dans la Wehrmacht au sein de la Heer pendant la Seconde Guerre mondiale.
Il a été aussi récipiendaire de la croix de chevalier de la Croix de fer. Cette décoration est attribuée pour la  reconnaissance à un acte d'une extrême bravoure ou à un succès de commandement militaire.

## Biographie
Hubert Lamey est le fils de l'artiste peintre August Adolf Lamey (1856-1930) et de son épouse Anna Maria Jane, née Dilger (1870-1927). Il étudie d'abord l'école supérieure de la ville, puis le lycée Charles-Frédéric de Mannheim (de) jusqu'au baccalauréat. En octobre 1915, il rejoint le bataillon de réserve du 40e régiment d'infanterie de réserve en tant que porte-drapeau. Le 30 décembre 1915, il est transféré à la compagnie de mitrailleuses du 40e régiment d'infanterie de réserve, avec laquelle il participe, en tant que membre de la 115e division d'infanterie, aux combats de position sur le front oriental entre Krewo-Smorgon-Narotschsee-Tweretsch. Après avoir été promu lieutenant le 24 avril 1916 et affecté au 110e régiment de grenadiers (de), tout en restant dans le 40e régiment d'infanterie de réserve, il participe aux combats devant Riga jusqu'au 10 août 1916.  
Hubertus Lamey est capturé par les forces britanniques en mai 1945 et reste en captivité jusqu'en octobre 1947

## Décorations
- Croix de fer (1914)
  - 2e classe
  - 1re classe
- Croix d'honneur
- Agrafe de la Croix de fer (1939)
  - 2e classe
  - 1re classe
- Croix allemande en Or (28 juillet 1943)
- Croix de chevalier de la Croix de fer
  - Croix de chevalier le 12 février 1944 en tant que oberst et commandant en second de la 28. Jäger-Division[1]